# Das Fest (Karlsruhe)
Das Fest ist eine Open-Air-Veranstaltung in Karlsruhe, in deren Mittelpunkt ein Musikfestival steht. Es findet seit 1985 jährlich Ende Juli in der Günther-Klotz-Anlage statt. Organisiert wird Das Fest seit Ende 2014 vom Team der „KME Karlsruhe Marketing und Event GmbH“, die aus der „Das Fest GmbH“ entstand.

## Programm und Organisation

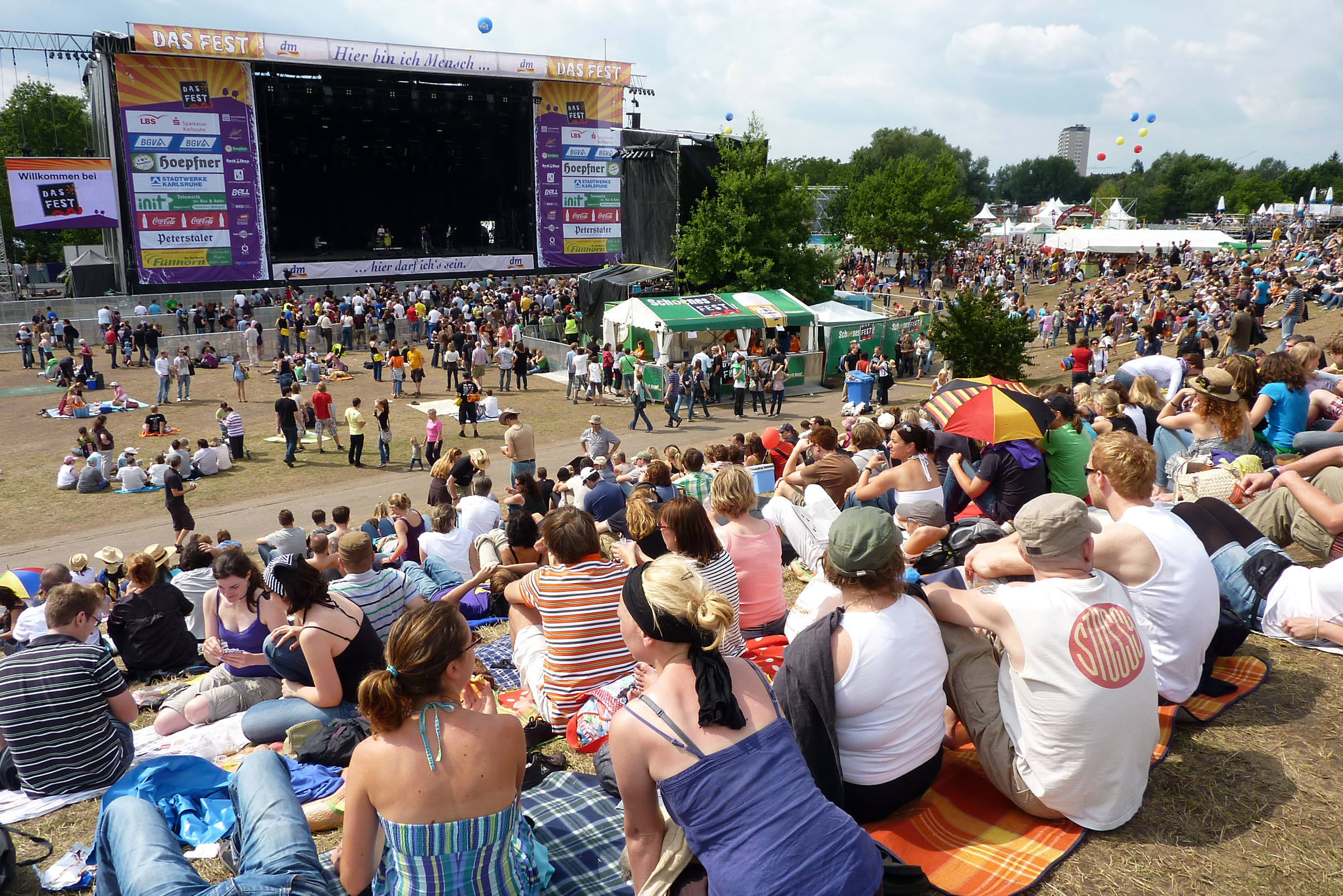
Das Fest 2010

Rund um die Musikbühnen, auf denen regionale, nationale und internationale Künstler auftreten, gibt es jedes Jahr ein umfangreiches Sport-, Kinder- und Familienprogramm. Jährlich besuchen mehr als 200.000 Menschen an den drei Tagen das Fest, im Jahre 2006 waren es 330.000 Besucher. 2009 wurde mit etwa 400.000 Besuchern ein neuer Rekord aufgestellt. Der Eintritt in das Gelände mit Sport-, Familienbereich, Zelt- und DJ-Bühne ist kostenlos, jedoch benötigt man für einige Bereiche Tickets.

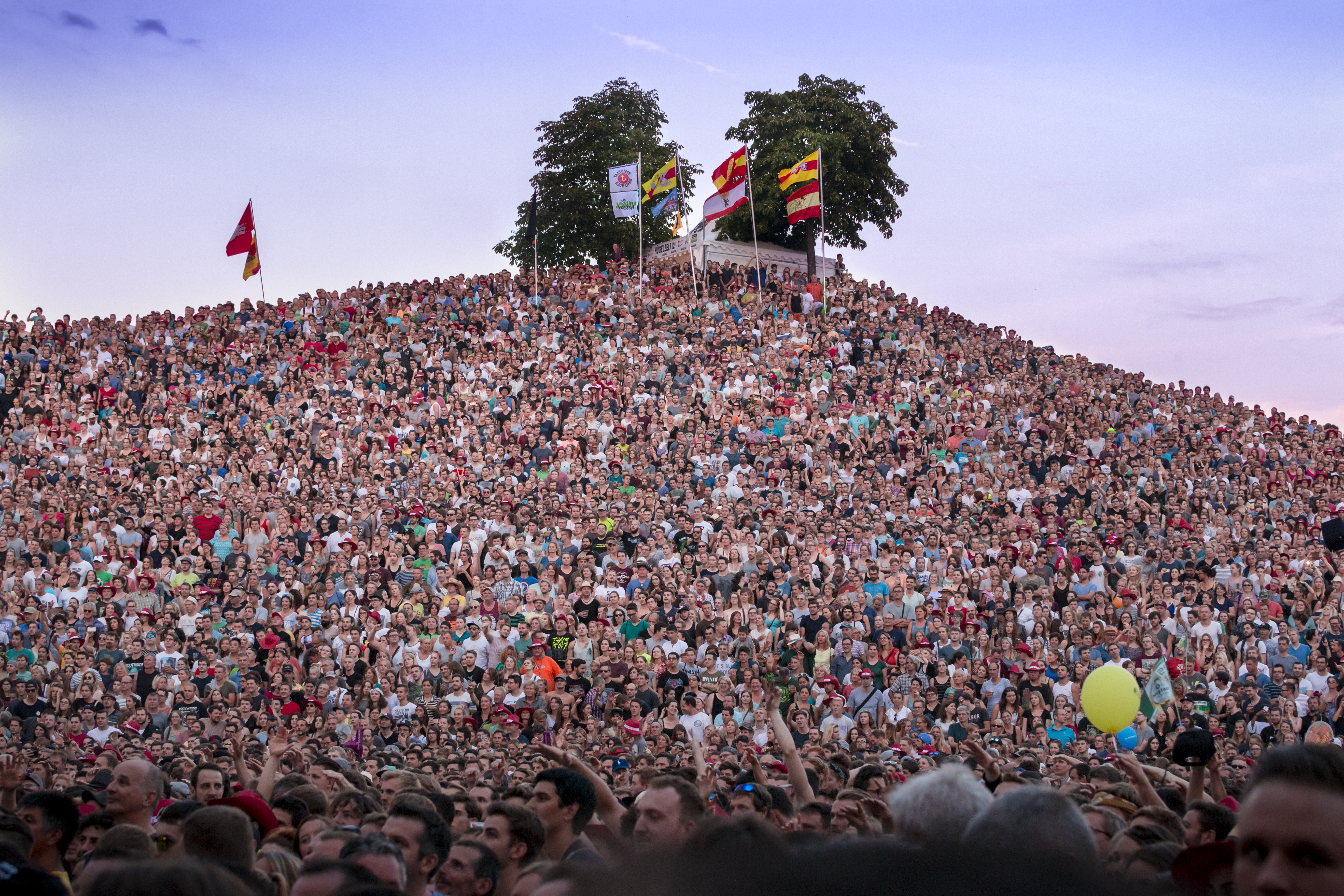
Ca. 40000 Besucher auf dem Mount Klotz bei Sido 2017

Bekannte Künstler wie Seeed, Deichkind, Juli, Silbermond, The Bosshoss, Faithless, PUR, Fury in the Slaughterhouse, Apocalyptica, Guano Apes, New Model Army, Culcha Candela, Fischer-Z, Bad Religion, Tito & Tarantula, Bananafishbones, BAP, Such a Surge, Gentleman,  Skunk Anansie, Chumbawamba, H-Blockx, Ska-P, Fünf Sterne deluxe, Simple Minds, Sido, Beatsteaks, Sunrise Avenue, Peter Fox, Die Fantastischen Vier, Denyo, Marteria, Alma, Max Giesinger, Michael Schulte, Alvaro Soler, Alligatoah, Gloria, Lotte und Alice Merton sind bereits beim Fest aufgetreten.

## Geschichte

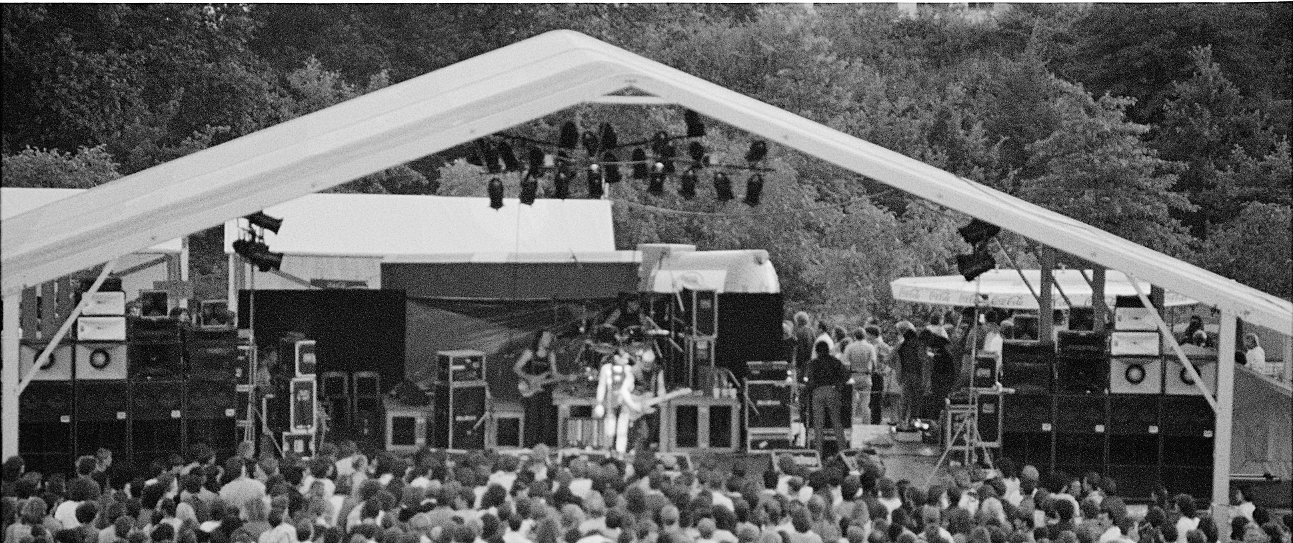
Maanam beim ersten Fest 1985

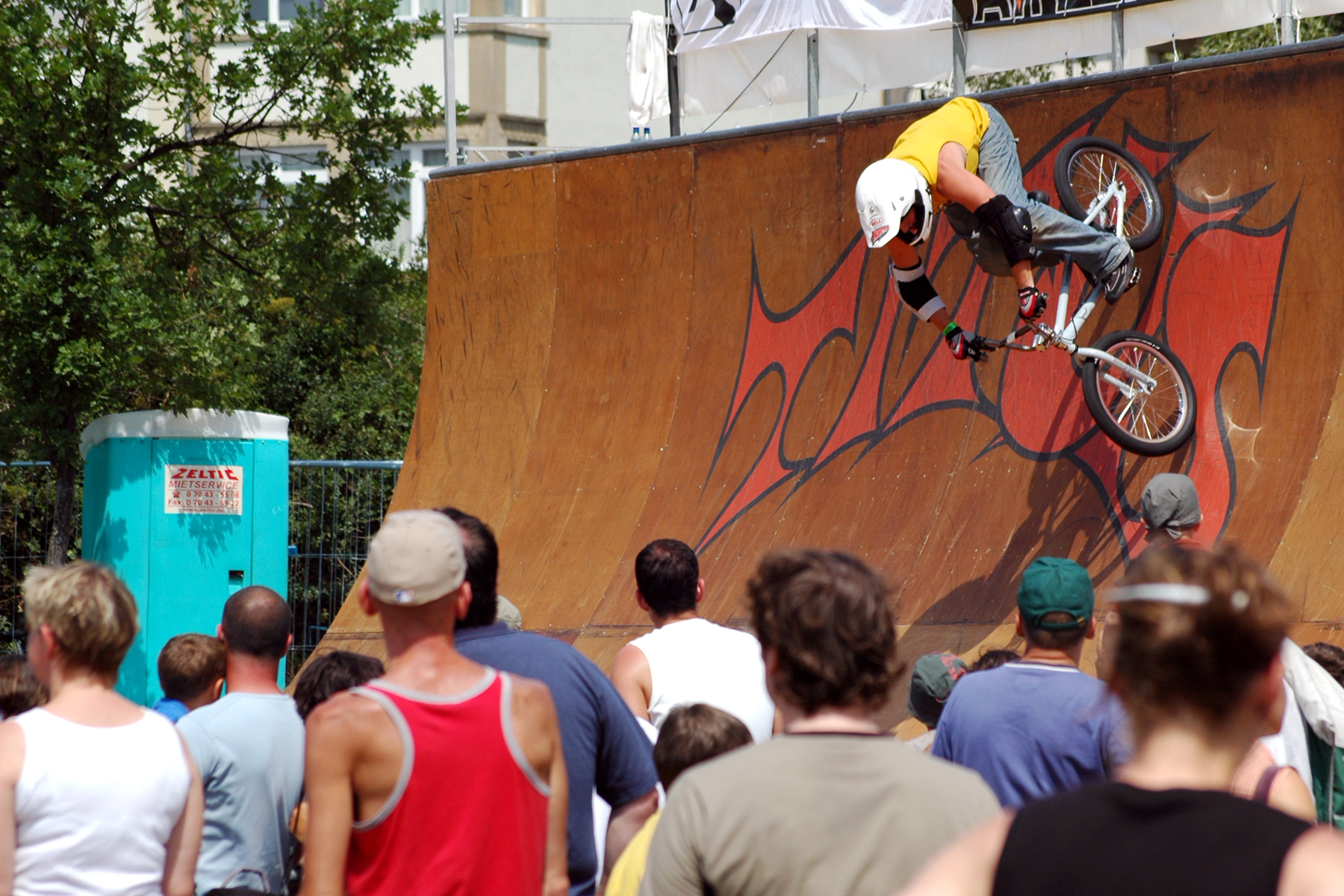
Halfpipe im Jahr 2004

Im Sommer 1984 organisierte Tihomir Lozanovski (Wolkenreise und ehemaliges Mitglied der Band Trigon, jetzt 5arrive) ein Open Air in Karlsruhe. Nach diesem ersten Open Air spaltete sich die Gruppe der Organisatoren und Das Fest wurde ins Leben gerufen. Die Basis dafür stellten die Sondergenehmigungen vom Vorjahr. Ursprünglich war es die Idee, Karlsruher Bands dem Karlsruher Publikum näher zu bringen.
Bands der MIK (Musikerinitiative Karlsruhe), wie Zeta K waren ebenso mit am Start.
Im Lauf der Jahre entwickelte sich Das Fest vom kleinen Open-Air-Festival zu einem überregional bekannten Musikfestival, das von jährlich über 200.000 Besuchern besucht wird. Einhergehend mit dieser Entwicklung wurde das Konzept von Das Fest immer wieder erweitert.
1998 wurde erstmals das Fest-Café durchgeführt. Hier wird schon in der Aufbau-Woche vor Das Fest Bewirtung (hauptsächlich im Biergartenformat) sowie abendliches Musikprogramm auf einer kleinen Bühne geboten. Im Jahr 2000 folgte mit einer eigenen DJ-Bühne die nächste nachhaltige Erweiterung, die großen Anklang fand und sich bald als fester Bestandteil von Das Fest etablierte.

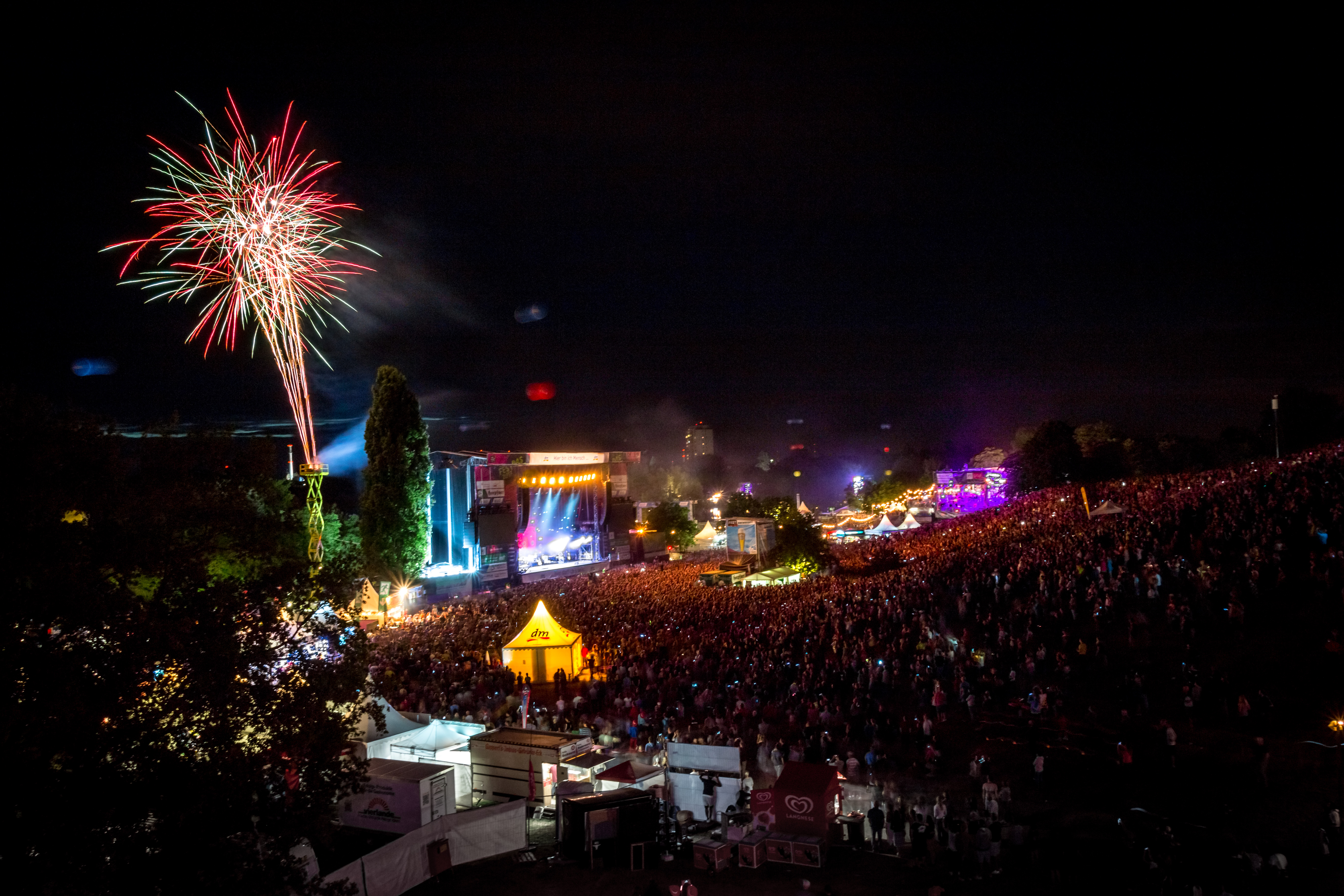
Abschlussfeuerwerk 2017

Da Das Fest sich ausschließlich aus Getränkeeinnahmen finanziert, wurde im Jahr 2001 das Festivalgelände erstmals komplett umzäunt und die Besucher beim Einlass auf mitgebrachte Speisen und Getränke kontrolliert. Dies war im Vorfeld stark kritisiert worden. Die Besucherzahlen zeigten, dass die Popularität von Das Fest darunter nicht gelitten hat. Im Zuge der Umzäunung wurde das Gelände in Richtung Westen vergrößert, so dass die Zeltbühne einen eigenen Platz fand.
Auch der Funpark, der bisher vor der Europahalle stattgefunden hatte, wurde nun als Sportpark ins Festivalgelände integriert und in den folgenden Jahren stetig erweitert. Neben offenen Angeboten z. B. im Jonglier- und Einradareal finden hier inzwischen jährlich auch „ernsthafte“ Wettkämpfe wie die deutsche Skateboard-Meisterschaft in der Halfpipe oder das nationale Volleyclub-Turnier statt.
Neben den inhaltlichen Erweiterungen stand in den letzten Jahren aufgrund der stetig steigenden Besucherzahlen vor allem der Sicherheitsaspekt von Das Fest im Fokus der Organisatoren. So wurde das Sicherheitskonzept in Zusammenarbeit mit Polizei und Sanitätsdiensten jedes Jahr weiter verbessert, was sich sowohl in einer behutsam geänderten Geländeaufteilung (keine Stände neben Hauptbühne, Wegführung) als auch vor den Eingängen von Das Fest niederschlägt. Hier wurden in den letzten Jahren verstärkt Jugendschutzteams eingesetzt, die aus Polizisten, Jugendsozialarbeitern und Sanitätern bestehen. Sie sollen den übermäßigen Alkoholkonsum unter Jugendlichen schon vor dem Betreten des Festivalgeländes eindämmen.
Nachdem 2006 beim Auftritt von Seeed der Einlass auf das Festgelände erstmals wegen Überfüllung vorübergehend gestoppt werden musste, kündigte der Stadtjugendausschuss an, Das Fest nach 2007 nicht mehr in der bisherigen Organisationsform durchführen zu können. Gründe hierfür waren neben der persönlichen Haftung des Vereinsvorsitzenden im Verlustfall auch der personelle und finanzielle Aufwand, der zu Lasten der originären Aufgaben des Stadtjugendausschusses geht.
Von den fünf als Alternativen vorgelegten Konzepten stimmte der Gemeinderat der Stadt Karlsruhe am 25. September 2007 schließlich für die Gründung eines sogenannten „gesondert geführten Betriebs“. Außerdem wurde für zunächst drei Jahre ein städtischer Zuschuss von je bis zu 150.000 Euro zugesagt, womit der Erhalt von Das Fest bis 2010 gesichert sein sollte. Dennoch gab der Stadtjugendausschuss am 29. September 2009 bekannt, dass er das Fest nicht weiterführen könne. Als Gründe gab er den Verlust in Höhe von 180.000 Euro beim Fest 2009 sowie das große Sicherheitsproblem an. Im Dezember 2009 beschloss der Gemeinderat, das Fest unter Führung der „Das Fest GmbH“ fortzuführen.
Das Fest 2010 fand vom 23. bis 25. Juli 2010 statt und kostete erstmals Eintritt. Das Gelände wurde in einen kleineren Sport- und Familienbereich, der weiterhin kostenlos zugänglich ist, und einen größeren Musikbereich eingeteilt. Im Sport- und Familienbereich befinden sich die DJ-Bühne, die Zeltbühne, eine Infomeile und verschiedene Aktionsangebote. Der Musikbereich umschließt die Hauptbühne um den sog. „Mount Klotz“ sowie die Kleinkunstbühne.
Für den Musikbereich wurden erstmals Tageskarten zum Preis von fünf Euro für den Fest-Freitag und -Samstag und seit 2011 auch für den bisher kostenlosen Festsonntag verkauft. Seit 2018 kosten die Tickets pro Tag zehn Euro.
Das vom 24. bis 26. Juli 2020 geplante Das Fest fiel aufgrund der COVID-19-Pandemie aus. Das Programm wurde auf das Jahr 2021 verschoben, die verkauften Tickets behielten ihre Gültigkeit. Ebenso fiel Das Fest 2021 aus, jedoch verfielen die Karten damit. Es gab die Möglichkeit die Karten zurückzugeben. Ob das Geld zurückerstattet oder gespendet werden sollte, blieb den Karteninhabern überlassen.
Das Fest 2022, welches vom 21.07.-24.07.2022 stattfand, brachte wieder 260.000 Besucher auf das Fest-Gelände. Nach der zweijährigen Covid-Pause wurde wieder mit MOBI-Rummelplatz, Sparda-Sportpark sowie dem traditionellen Entenrennen gefeiert. Lediglich die Indian Summer Days wurden durch ein kleines indisches Dorf ersetzt.
2023 fand Das Fest vom 20. bis 23. Juli statt und konnte knapp 270.000 Besucher verzeichnen. Die Tickets kosteten 17,50 €.
Das Fest 2024 fand vom 18. bis 21. Juli statt. Ca. 250.000 Menschen besuchten die Veranstaltung.
2025 findet das Fest vom 24.–27. Juli statt.

## Auftritte (Auswahl)

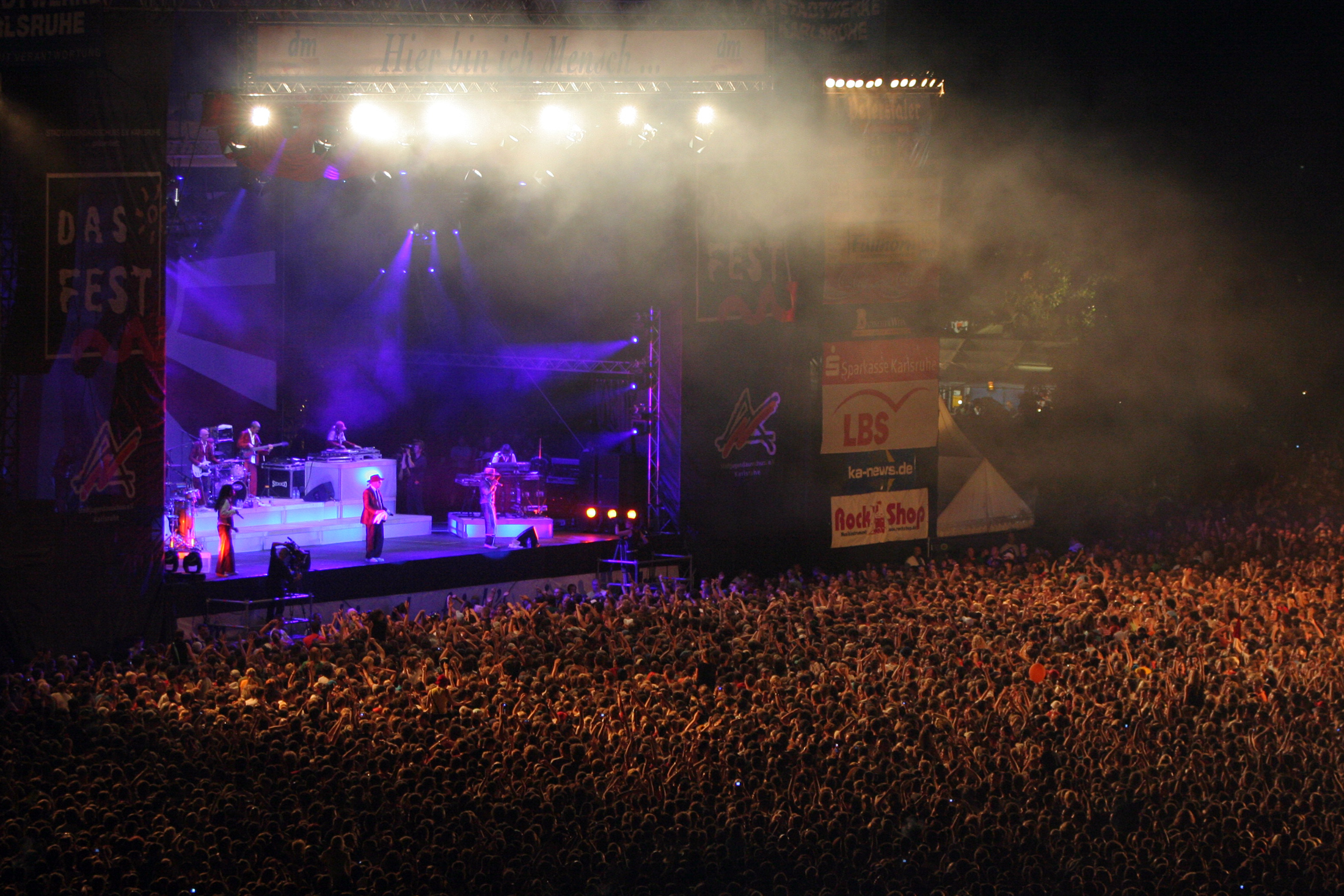
Das Fest 2006, Hauptbühne Seeed

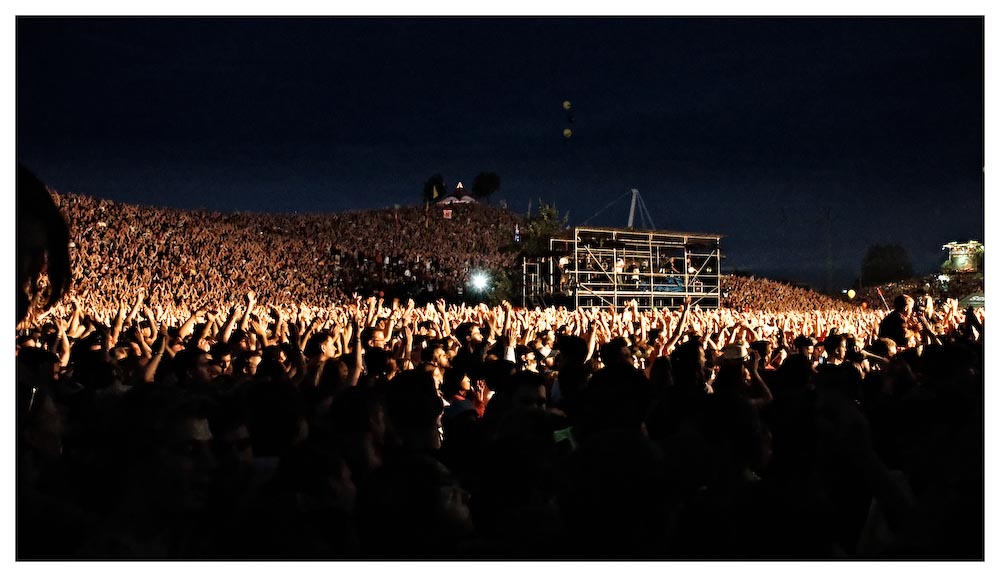
Vor der Hauptbühne (während des Auftritts der Fantastischen Vier): Das Fest 2007

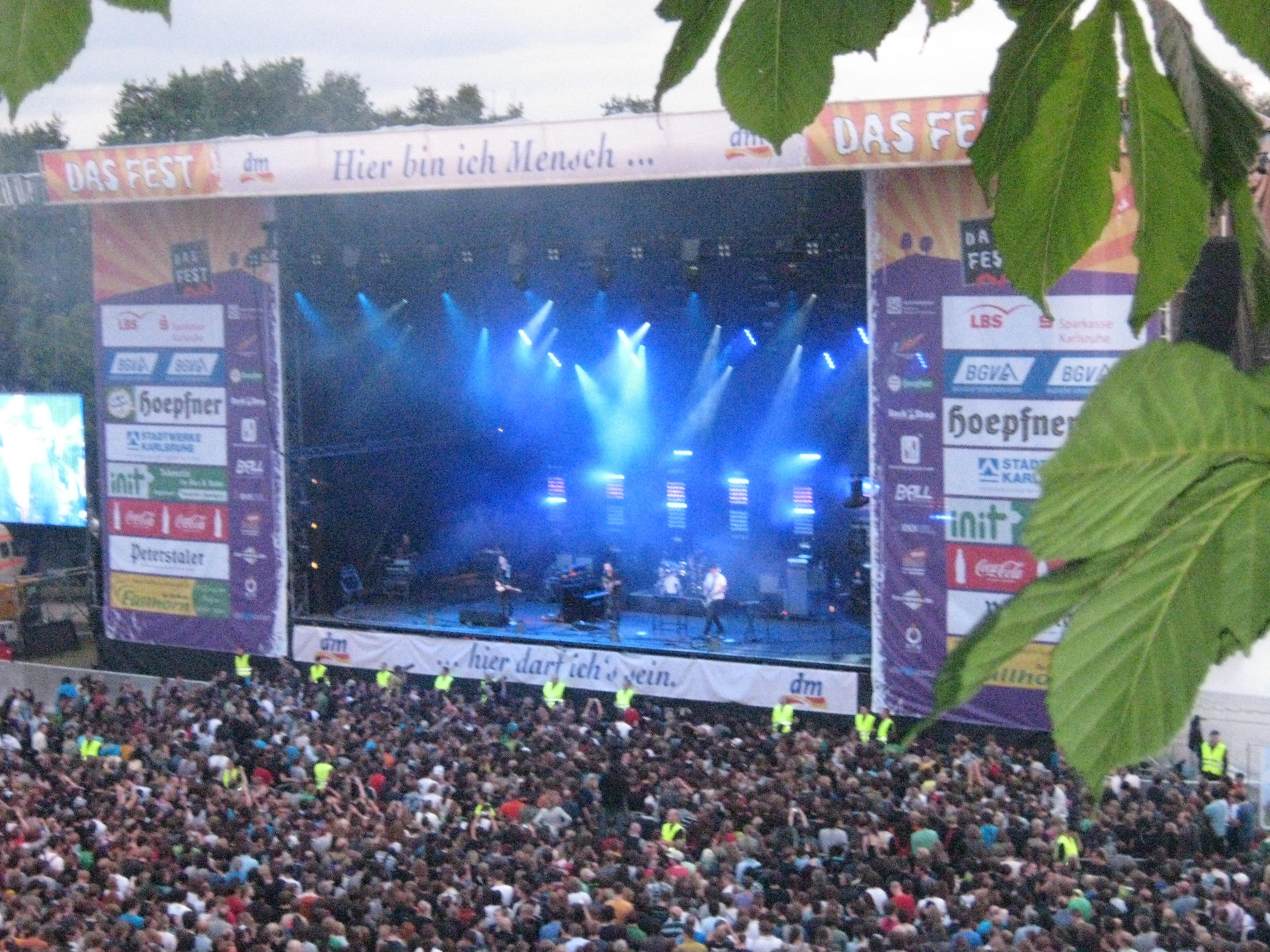
Hauptbühne des Festes mit den Editors am 24. Juli 2010

- 1985: Capband feat. Phill Edwards, Haindling, Kolbe-Illenberger, Maanam, The Foundation
- 1986: Dorfcombo, Zeta K, Kevin Coyne, Pur
- 1987: Hob Goblin, Funk 11
- 1988: Grachmusikoff, Jan Akkerman’s Heartware, M. Walking on the Water, Pink Cream 69, Ralf Illenberger’s Circle, Wolfgang Schmid’s Superdrumming Band feat. Pete York
- 1989: Dr. Feelgood, Multicoloured Shades, The Formula
- 1990: Chaka Khan, Kraan, Mitch Ryder, Oropax, Volker Kriegel Band, Züri West
- 1991: No Sports, The Rhythm and Blues Circus feat. Cozy Powell & Chris Farlowe
- 1992: Fury in the Slaughterhouse, Sally Barker
- 1993: Fischer-Z, Alvin Lee Band, Maceo Parker, Nits, The Brandos
- 1994: Carmel, The Jeremy Days, Los Lobotomys, Marla Glen
- 1995: Big Country, Illegal 2001, Jazzkantine, Joan Armatrading, Six Was Nine
- 1996: Across the Border, Angélique Kidjo, Chico Science & Nação Zumbi, Cultured Pearls, Willy DeVille, Schwoißfuaß, The Seer
- 1997: Neneh Cherry, Dauner/Mangelsdorff, Ezio, Keb’ Mo’, Ocean Colour Scene, Simple Minds, Suzanne Vega
- 1998: Apocalyptica, Faithless, Guano Apes, New Model Army, Nils Petter Molvær, NTS, The Bobby Byrd Show, Tito & Tarantula
- 1999: Daúde, Fun Lovin’ Criminals, George Clinton, Heather Nova, Jovanotti, Stoppok, Big Black Monsoon, No Sex until Marriage
- 2000: Bananafishbones, BAP, Candy Dulfer, Ani DiFranco, Chumbawamba, Mambo Kurt, Such a Surge, The Wailers
- 2001: Asian Dub Foundation, H-Blockx, Fünf Sterne deluxe, The Stranglers, The Levellers, Till Brönner, Incognito
- 2002: Across the Border, Bauchklang, Candy Dulfer, Hennes Bender, Jovanotti, Joy Denalane, NTS, Son Goku, Sportfreunde Stiller, Van Morrison, Vanessa Amorosi
- 2003: 17 Hippies, Bülent Ceylan, Frau Doktor, Füenf, Itchy Poopzkid, Jimmy Cliff, Königwerq, Moloko, Morcheeba, Seeed, Ska-P, The Explosion
- 2004: 2raumwohnung, Die Happy, Faithless, Gentleman, Jethro Tull, Till Brönner, Wir sind Helden
- 2005: Amparanoia, Edoardo Bennato, Ercandize & DJ Katch, Jackie Cola, Juli, Lenny Kaye, Lunik, Moneybrother, Pat Cash, Rough Lingo, SaltaCello feat. Peter Lehel, Silbermond, The Robocop Kraus, Within Temptation
- 2006: Creature, AKa Frontage, Basta, Christoph Sonntag, Culcha Candela, Die Schrillmänner, Kate Mosh, Kettcar, Kosheen, La Vela Puerca, Main Concept, New Model Army, Seachange, Seeed, Skin, Damnasty
- 2007: Abuela Coca, Beatsteaks, Die Fantastischen Vier, Fotos, Jess Jochimsen, Lampshade, Nico Suave & DJ Sparc & Denyo, Ohrbooten, Pink Cream 69, Pyranja & Sacha Korn, Schwarze Grütze, Sugarplum Fairy, Sunrise Avenue, Thomas Siffling Trio, Wallis Bird
- 2008: AKa Frontage, Fettes Brot, Irie Révoltés, KT Tunstall, Revolverheld, Róisín Murphy, Sportfreunde Stiller, Willy DeVille, The Beautiful Girls, Die Orsons, Tone,[13] Louis Logic & DJ JJ Brown, Neaera, LéOparleur, Jonah Matranga
- 2009: Äl Jawala, Blue King Brown, Perry O'Parson, Callejon, Culcha Candela, Farin Urlaub Racing Team, Irie Révoltés, Peter Fox, Pop Shock, Rainer von Vielen, Roy Paci, Schandmaul, Snowgoons, Tina Dico, Zion I, This Will Destroy You, Damnasty
- 2010: Mareefield, Sonic Avalanche, Miss Platnum, Jan Delay, Centermay, Stanfour, Bela B, Editors, Monsters of Liedermaching, Le Grand Uff Zaque, Charlie Winston, John Butler Trio, Gentleman, War from a Harlots Mouth, Kaishakunin, Pitchtuner, Jessie Evans, Nosliw, figli di madre ignota, Casper
- 2011: Wir sind Helden, Clueso, Razorlight, Huecco, Bad Religion, Aura Dione, Skunk Anansie, Van Canto, Damion Davis, Jamaram, Your Demise, Sondaschule, Rocky Votolato, Mono, Ohrbooten, Jan Wittmer
- 2012: StereoDrama, Trombone Shorty, Deichkind, Donots, Maxïmo Park, Casper, Culcha Candela, Monsters of Liedermaching, Aphroe, Transmitter, Deez Nuts, Flo Mega, Urlaub in Polen, Moop Mama, Most Wanted Monster, Otto Normal, P-Vers & Claudio
- 2013: Seeed, Sportfreunde Stiller, Söhne Mannheims, Kettcar, Gentleman, Bosse, Leslie Clio, Kellerkommando, Triggerfinger, Blumio, Lingua Loca, Gasmac Gilmore, Mumuvitch Disko Orkestar, Sea + Air, Reptile Youth
- 2014: The BossHoss, Madsen, Patrice, Coely, Silla (Rapper), Nicolas Sturm, Bury Tomorrow, Soul Sister Dance Revolution, Volxtanz, Abby, Mighty Oaks, Zaz, Jupiter Jones, Mad Caddies
- 2015: Clueso, Endeffekt, Alles Wegen Günther, Heisskalt, Thees Uhlmann, Moop Mama, La Petite Rouge, Mats Heilig, Razz, Selig, The Subways, The Kooks, Roo Panes, Rio Reiser – König von Deutschland (Badisches Staatstheater), Joris, Fish, AnnenMayKantereit, Jay Ryze, 913, David Floyd, Curlyman, Lumaraa, Azad, Sea Time, Vision, The Lioncloud, Any Given Day, Raketkanon, Skip & Die, Die Goodmäns, Left Thumb Up, Die Nerven, Astroid Boys, GODS, Fritz Kalkbrenner
- 2016: Rea Garvey, Fettes Brot, Element of Crime, Wanda, Milky Chance, Von Brücken, Moop Mama, William Fitzsimmons, Mother Tongue, Dellé, Django 3000, Razz, Max Giesinger, Timothy Auld, Joey Voodoo, Novaa, Runway Lights, In Haze, Voodoo Kiss, Mats Heilig, The Lytics, Laas Unltd, YAST, The Bazzookas, Kofelgschroa, FùGù Mango
- 2017: Sportfreunde Stiller, Sido, Amy Macdonald, Donots, Jennifer Rostock, Meute, Drangsal, Zebrahead, Feine Sahne Fischfilet, Äl Jawala, Himmelblau, Reaching 62F, All Haze Red, Thomas Siffling Flow, Lotte, Henning Wehland, LaBrassBanda, Mars of Illyricum, Astronautalis, Curse, Brothers of Santa Claus, Finding Harbours, Resistance, Grizzly, Mother´s Cake, The Hirsch Effekt, Django S., Hackmann & Brezmann, The Fantastic Nine, Crimson Shore, Down with the Gypsies, Me + Marie, Wallis Bird[14]
- 2018: Marteria, Mando Diao, Simple Minds, Bosse, Von Wegen Lisbeth, Confidence Man, Gloria, Lucky Chops, Gurr, Losamol feat. Cris Cosmo, Olli Schulz, Bukahara, Tonbandgerät, Ibrahim Electric, Electric Bush Project, Modeste, Airwood, Dälek, Sookee, Miwata, Long Distance Calling, Altın Gün, Surma, Peter Kernel, Sorry for Escalating, Jay Farmer[15]
- 2019: Attic Stories, Gentleman, Max Giesinger, Fettes Brot, Querbeat, Faber, Alma, Kelvin Jones, Kettcar, Rival Sons, Grossstadtgeflüster, Aurora, Cobra Express, Kat Frankie, Three Fall & Melane, Barns Courtney, Johnny & die 5. Dimension,[16] PxP Allstars[17]
- 2020: Aufgrund der COVID-19-Pandemie fiel Das Fest zum ersten Mal in seiner Geschichte aus. Das Festivalprogramm wurde auf 2021 verschoben.[18]
- 2021: Aufgrund der COVID-19-Pandemie fiel Das Fest zum zweiten Mal aus.[19]
- 2022: Lotte, Alice Merton, Seeed, Deine Cousine, Flogging Molly, Bilderbuch, Roy Bianco & Die Abbrunzati Boys, The Black Passage, Die Stühle, Neeki, Blond, 1986zig, Tom Gregory, Jan Delay & Disco No.1, Drunken Masters, Badische Staatskapelle, Indra Rios-Moore, Steiner & Madlaina, Dubioza Kolektiv, Mia, Passenger
- 2023: Alyona Alyona, Freya Ridings, Rea Garvey, MOLA, Leoniden, Casper,  Lari Luke, Keine Revolte, Toni Mogens, Diana Ezerex, Esther Graf, Adam Angst, Querbeat, Alligatoah, Erwin&Edwin, Kammerakademie Nordbaden, Badisches Konservatorium, Leona Berlin, Skinny Lister, Vintage Trouble, Michael Schulte, Alvaro Soler Gondhi, Delta Sleep, Whitepaper, JxP, Axit, Coltaine, Coilguns, Psychonaut, Messa, Fancity, Deadbeat, Improbus, Maybe I´m A Jedi, Redstones, Suistamon Sähkö, Avalanche Kaito, El Flecha Negra, Nyso, The BeatBoyz, Ultramaryn, ESINAM, Club Makumba, gemeinsamer Auftritt / Medley
- 2024: Albertine Sarges, Alice & Dolores, Attic Stories, Badische Staatskapelle, Bateu Matou, Bosse, ENGIN, FATCAT, GReeeN, Gringo Mayer & Die Kegelband, Kytes, LEA, Nina Chuba, Megaloh, Mickela, Migerra, Moop Mama x Älice, OK Kid, Paula Carolina, Peter Fox, Root Area, Schmutzki, Sportfreunde Stiller, Tones And I, Wolfmother
- 2025: 01099, Amy Macdonald, Banda Senderos, Bleak Monday, Boko Yout, Britty Paula, Bruckner, Clueso, DakhaBrakha, Dirty Sound Magnet, Doodseskader, Faithless, feintonfilter, Francesco Rizzi, Grossstadtgeflüster, High Desert Queen, JAMARAM feat. JahcoustiX, Joulie Fox, JxP, Kaizers Orchestra, KIT Big Band, Kochkraft durch KMA, La Nefera, Levin Goes Lightly, Max Giesinger & friends, ok.danke.tschüss, RAGH, schlecht., Soffie, Spaulding, Themis, The Wasn´t Me´s, Typhuzz, Up in the Gallery, zimt&zorn, Zoe Wees, Zulhou,